# Sainte-Hélène-sur-Isère
Sainte-Hélène-sur-Isère – miejscowość i gmina we Francji, w regionie Owernia-Rodan-Alpy, w departamencie Sabaudia.
Według danych na rok 1990 gminę zamieszkiwało 859 osób, a gęstość zaludnienia wynosiła 60 osób/km² (wśród 2880 gmin regionu Rodan-Alpy Sainte-Hélène-sur-Isère plasuje się na 864. miejscu pod względem liczby ludności, natomiast pod względem powierzchni na miejscu 820.). 
Przez gminę przepływa rzeka Isère. 